# Vidni
Vidni (en rus: Видный) és un poble (un possiólok) del krai de Stàvropol, a Rússia, que el 2013 tenia 197 habitants. Pertany al districte rural de Blagodarni.